# بيدرو لويس برونو
بيدرو لويس برونو (25 مايو 1988 في الأرجنتين - ) (بالإسبانية: Pedro Luis Bruno)‏ هو لاعب كريكت أرجنتيني.

## وصلات خارجية
- بيدرو لويس برونو على موقع إي آس بي آن كريك إنفو (الإنجليزية)